# Чемпионат мира по футболу среди женщин 2027
Чемпионат мира по футболу среди женщин 2027 (англ. 2027 FIFA Women's World Cup, порт. Copa do Mundo Feminina da FIFA 2027) — 10-й чемпионат мира по футболу среди женщин пройдёт в Бразилии. В турнире, который пройдет с  24 июня по 25 июля 2027 года, примут участие 32 команды, в том числе сборная страны, организующей его.
Титул будет отстаивать сборная Испании, впервые в истории завоевавшая чемпионство в 2023 году.

## Выбор места проведения
23 марта 2023 года ФИФА запустила процесс принятия заявок на проведение чемпионата мира по футболу среди женщин 2027. 24 апреля международной организацией были одобрены к рассмотрению четыре заявки. 17 мая 2024 года на 74-м конгрессе в Бангкоке ФИФА официально объявила место проведения Бразилию:
- Бельгия /  Германия /  Нидерланды (совместная заявка);
- ЮАР;
- Бразилия (выбранная заявка) ;
- Мексика /  США (совместная заявка).

## Формат
Как и на предыдущем турнире, чемпионат начнётся с группового этапа, состоящего из восьми групп по четыре команды. Две лучшие сборные из каждой группы выйдут в плей-офф, где сыграют на выбывание. Турнир повторяет формат мужского чемпионата мира по футболу, который использовался в период с 1998 по 2022 годы.